# Kyuichi Tokuda
Kyuichi Tokuda (徳田 球一 Tokuda Kyūichi?,  Nago, Okinawa, 12 de septiembre de 1894 - Beijing, 14 de octubre de 1953) fue un político comunista japonés, conocido por haber sido líder del Partido Comunista Japonés (PCJ) entre 1945 y 1953.

## Biografía
Kyuichi Tokuda nació en 1884 en seno de una familia humilde de Okinawa. Estuvo trabajando como profesor sustituto antes de licenciarse como abogado en la Universidad Nihon. Se unió al Partido Comunista Japonés, convirtiéndose poco después en miembro de su Comité Central.
Fue detenido en marzo de 1928 bajo sospecha de haber violado la "Ley para la Preservación de la Paz", y pasó 18 años en prisión. No sería puesto en libertad hasta octubre de 1945, un mes después del final de la Segunda Guerra Mundial. Tras su salida de prisión, Tokuda inmediatamente publicó un "Llamamiento al pueblo", una serie de documentos escritos durante su encarcelamiento, al comienzo de los cuales empezaba con esta declaración:

"Expresamos nuestra más profunda gratitud de que la ocupación de Japón por las fuerzas aliadas, dedicadas a la liberación del mundo del fascismo y el militarismo, hayan abierto este camino a la revolución democrática en Japón.

Mientras estuvo en prisión, ocupó una celda adyacente a su camarada Yoshio Shiga, también dirigente del PCJ. Tras su puesta en libertad, Tokuda y Shiga fueron llevados en volandas por una multitud de comunistas y coreanos Zainichi que coreaban mensajes anti-imperiales.
Tras la Segunda Guerra Mundial, Kyuichi Tokuda se convirtió en líder de los comunistas japoneses. En los años de la posguerra fue elegido para la Cámara de Representantes durante tres veces seguidas. En 1950 fue "purgado" por las autoridades de ocupación estadounidenses, tras lo cual marchó a la República Popular China junto a otros líderes comunistas japoneses, donde fallecería a los pocos años.
En 1948 sobrevivió a un intento de asesinato llevado a cabo mediante una falsa botella de refresco conectada a un cartucho de dinamita, que le fue lanzada mientras pronunciaba un discurso. Para 1950 se le consideraba el número 2 de los comunistas japoneses y uno de los principales apoyos del líder del Partido, Sanzō Nosaka. Tras su purga por parte de las autoridades ocupantes y su consiguiente exilio en China, dirigió una facción "corriente" del PCJ y organizó operaciones violentas en Japón.

## Obras
- Dieciocho Años en Prisión (Gokuchu juhachi-nen) por Kyuichi Tokuda y Yoshio Shiga. Publicado por el Partido Comunista Japonés en 1948.
- Un Llamamiento al Pueblo, 1945.

## En la cultura popular
- Tokuda aparece en el videojuego Hearts of Iron IV de Paradox Interactive como líder del PCJ. Si Japón renuncia al fascismo bajo Hirohito y abraza el comunismo, Tokuda se convierte en Presidente de Japón. Sin embargo, se encontraba encarcelado durante los eventos principales de dicho juego, que transcurre principalmente durante la Segunda Guerra Mundial.